# Jim Morrison
Pour les articles homonymes, voir James Morrison et Morrison.
James Douglas Morrison, dit Jim Morrison [ d͡ʒɪm ˈmɔɹɪsən], né le 8 décembre 1943 à Melbourne (Floride) et mort le 3 juillet 1971 à Paris (France), est un chanteur et poète américain, cofondateur du groupe de rock américain The Doors, dont il fut membre de 1965 à sa mort.
Sex-symbol au comportement volontairement excessif, il devient une véritable idole du rock, mais aussi intellectuel engagé dans le mouvement du protest song, en particulier contre la guerre du Viêt Nam, il ne revendique toutefois aucune idée politique. Attiré par le chamanisme, on lui attribue une réputation de « poète maudit » que sa mort prématurée, à 27 ans, dans des circonstances mal élucidées, transforme en légende, notamment fondatrice de ce qui est connu sous le nom de Club des 27.
Le culte que lui vouent ses fans éclipse cependant une œuvre poétique d'une grande richesse que Morrison lui-même a pu considérer comme sa principale activité, au moins à partir de l'été 1968.

## Biographie

### Un enfant instable mais brillant (1943-1965)

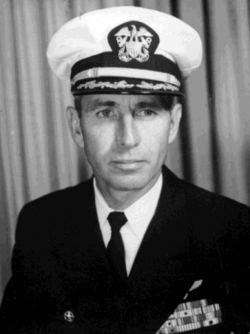
George Stephen Morrison, le père de Jim Morrison.

Jim Morrison est l'aîné des trois enfants issus du mariage entre George Stephen Morrison, officier de l'United States Navy, et Clara Clarke, femme au foyer qui lui donne une éducation sévère et qui est décrite comme une mère castratrice. Il a une sœur, Anne et un frère, Andy. Il naît deux ans (presque jour pour jour) après l'attaque de Pearl Harbor. Au moment de sa naissance, la guerre du Pacifique fait rage entre troupes américaines et japonaises.
Jim Morrison vit entre les déménagements liés aux changements d'affectation de son père, de Washington D.C. à la Californie, en passant par Albuquerque au Nouveau-Mexique. En 1957, la famille Morrison en est déjà à son neuvième déménagement. L'instabilité de Jim Morrison se développe très tôt par des jeux étranges, des facéties, de l'indiscipline, mais aussi dans ses dessins, mûrs pour son âge.

#### Une expérience mystique précoce
À quatre ou cinq ans, lors d'un trajet familial en voiture de Santa Fe à Albuquerque, Jim Morrison est témoin d'un grave accident, qu'il décrira plus tard comme l'un des plus importants moments de sa vie. Il y fait allusion notamment dans la chanson Ghost Song : « Indians scattered on dawn's highway bleeding / Ghosts crowd the young child's fragile eggshell mind. » (« Indiens éparpillés sur la grande route à l'aube, sanguinolents/des fantômes qui s'attroupent dans l'esprit du jeune enfant, fragile comme une coquille d'œuf »). Tout petit et secoué par des sanglots hystériques, alors que son père s'est arrêté pour prêter son aide, il insiste pour aider lui aussi. Il raconte, sur le disque posthume An American Prayer, que ces Indiens défunts ont sauté dans son âme.

#### Adolescent caractériel et génie incompris
En février 1948, le père de Jim Morrison repart en mission, ce qui amène la famille à déménager à Los Altos. L'année suivante, naît le troisième enfant de la famille, un garçon baptisé Andrew (Andy) Lee. En 1951, Steve Morrison est nommé en poste à Washington, D.C., où la famille emménage pour la seconde fois. Elle n'y reste cependant que quelques mois, car Steve est envoyé en mission en Corée en 1952, la famille Morrison s'installe alors à Claremont en Californie. En 1955, Steve est nommé à nouveau à Albuquerque où les Morrison reviennent. Ces multiples déplacements et les missions fréquentes assignées à Steve Morrison (neuf environ), qui terminera amiral, réduisant sa présence auprès de sa famille, ont certainement joué un rôle dans la personnalité complexe de Jim Morrison, qui découvre son huitième domicile alors qu'il n'a que onze ans. En particulier, il se lie peu avec ses camarades de classe et présente un comportement de plus en plus instable, turbulent, voire asocial. Lecteur vorace, il se désintéresse de la vie familiale et s'évade dans les romans. Il martyrise volontiers son petit frère - il va jusqu'à lui jeter des pierres, à le réveiller en pleine nuit sans motif, à lui jouer toutes sortes de tours dangereux. Il invente également des mensonges de plus en plus élaborés, ce qui lui permet de raffiner son talent de conteur et de « tester » les réactions de ses interlocuteurs. Il aime aussi agir de manière totalement inattendue, contrevenant aux codes sociaux les plus élémentaires, pour déstabiliser son entourage : ainsi, lors d'un repas de famille solennel, intime-t-il à sa mère, d'un ton très poli, de « faire moins de bruits répugnants en mangeant ». Les parents de Jim Morrison sont d'autant plus déconcertés que leur fils réussit remarquablement en classe et maintient des moyennes excellentes dans toutes les matières.
En 1958, Jim Morrison lit le grand classique de la littérature beat, le roman de Jack Kerouac On the Road (Sur la route). Très impressionné par le personnage de Dean Moriarty, sorte de voyou terrifiant et magnifique, il s'identifie à lui et commence à imiter[réf. nécessaire] son ricanement caractéristique.
Jusqu'en 1962, Jim Morrison effectue ses années d'école secondaire en excellent élève, avec une moyenne de 88,32 %. Très au-dessus de la moyenne nationale, son quotient intellectuel est évalué à 149. Son appétit de lecture ne se dément pas, son intérêt va pour la littérature et la poésie, de James Joyce, William Blake, Arthur Rimbaud, aux « beat poets » Allen Ginsberg, Lawrence Ferlinghetti et surtout Michael McClure, avec qui il se liera d'amitié en 1968, mais également pour l'histoire antique (il se passionne pour les Vies parallèles de Plutarque) et pour la philosophie, surtout pour les écrits de Friedrich Nietzsche qui le marquent considérablement. De même, son professeur de littérature de la dernière année de lycée avait déclaré :  « Jim lisait autant si ce n'est plus de livres que les autres élèves de sa classe mais tout ce qu'il lisait était tellement décalé qu'il fallait vérifier si les livres cités par lui existaient. On suspectait qu'il nous mentait sur la nature des livres qu'il nous citait car c'étaient des ouvrages ayant pour sujet la démonologie ». Ses résultats, ses centres d'intérêt, mais aussi le statut de son père, lui valent d'être approché par plusieurs fraternités importantes, auxquelles il refusera toujours de se joindre, avec dédain. Il reste distant dans tous ses rapports sociaux, participe rarement aux fêtes, n'appartient à aucun club, mais cette froideur n'entame en rien sa popularité : beau garçon, volontiers charmeur, capable de tenir un auditoire en haleine avec des histoires invraisemblables mais narrées avec une grande force de conviction, il constitue, selon les témoignages de ses camarades d'école, un véritable pôle d'attraction au sein du lycée.
À cette même époque, il accomplit un acte inaugural : rassemblant tous les cahiers dans lesquels, depuis plusieurs années, il tenait son journal, prenait des notes de lecture, réalisait des croquis ou des esquisses, copiait des citations, élaborait des vers, il les jette à la poubelle. Il déclarera plus tard : « maybe if I'd never thrown them away, I'd never have written anything original […]. I think if I'd never gotten rid of them I'd never been free. » : « Peut-être, si je ne les avais pas jetés à la poubelle, n'aurais-je jamais rien écrit d'original […]. Je pense que si je ne m'en étais pas débarrassé, je n'aurais jamais été libre. » Cette « libération » lui permet d'élaborer un style poétique très personnel, d'un abord obscur mais d'une grande force évocatrice. Il écrit dès cette époque le poème Horse Latitudes, qui figurera sur le deuxième album du groupe, Strange Days.

#### Un étudiant atypique

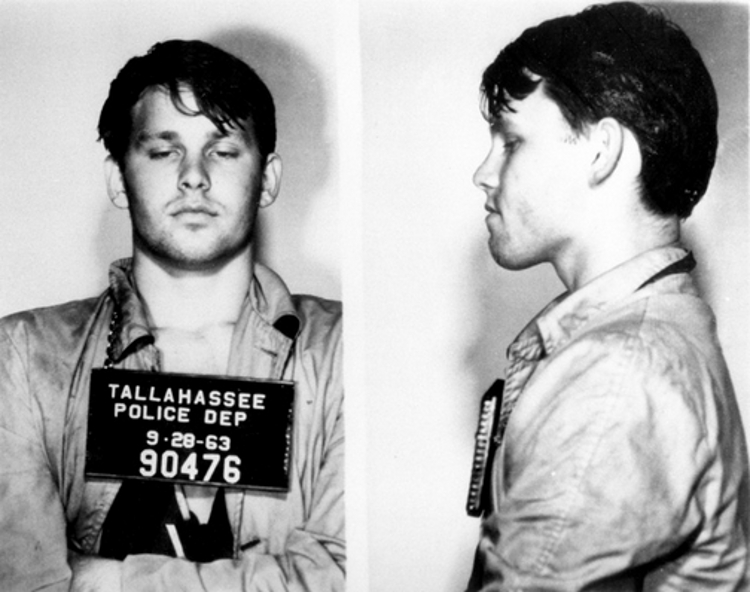
Photo d'identité judiciaire prise lors de son arrestation en 1963.

Sitôt sorti de l'école secondaire, Morrison s'installe chez ses grands-parents à Clearwater pour suivre des cours au St. Petersburg junior college. En particulier, il s'inscrit dans deux cursus qui le marqueront profondément : d'une part, un cours sur la « philosophie de la contestation », qui lui permet d'étudier Montaigne, Jean-Jacques Rousseau, David Hume, Jean-Paul Sartre et Friedrich Nietzsche ; d'autre part, un cours sur la « psychologie des foules » inspiré de l'ouvrage de Gustave Le Bon La Psychologie des foules.
Morrison se montre, dans ce cours, très brillant. Le professeur James Geschwender reste stupéfait devant ses connaissances. Il maîtrise parfaitement non seulement l'ouvrage de Gustave Le Bon, mais aussi Sigmund Freud et Carl Gustav Jung. Morisson dialogue avec son professeur pour incorporer l'apport de la psychanalyse à la réflexion de Le Bon. Dans son mémoire final, s'appuyant sur l'idée jungienne de l'inconscient collectif, Morrison évoque l'idée de névroses touchant de nombreuses personnes dans un groupe (des « névroses sociales », si l'on ose dire) et spécule sur la possibilité de traiter ces névroses par des thérapies de groupe. James Geschwender déclarera plus tard que ce mémoire « aurait pu devenir une thèse solide ».
Pendant l'été 1963, Jim Morrison s'inscrit à un cours d'histoire médiévale européenne. Il écrit un mémoire s'efforçant de prouver que le peintre Jérôme Bosch avait fait partie des adamites. Les arguments présentés par Morrison ne sont pas suffisamment convaincants pour le professeur, qui n'en reste pas moins éberlué par la culture générale de son élève. Il est une première fois arrêté à Tallahassee, le 28 septembre 1963, pour avoir fait une farce douteuse alors qu'il assiste, ivre, à un match de football américain.
À ce moment pourtant, Morrison désire depuis plusieurs mois changer d'université pour s'inscrire à l'Université de Californie à Los Angeles (UCLA), la toute nouvelle faculté de cinéma. La famille Morrison s'oppose à cette nouvelle orientation, mais il maintient sa décision. En janvier 1964, alors que son père est promu capitaine de vaisseau, Jim Morrison entre à UCLA. Dès le début de l'année, tout en continuant à « tester » les gens (en particulier ses colocataires auprès de qui il se rend rapidement insupportable), il s'encanaille, s'enivre de manière de plus en plus régulière, fréquente les quartiers « chauds » des bas-fonds de Los Angeles, et touche sans doute dès cette époque aux drogues hallucinogènes, en particulier le LSD.
Il faut préciser qu'en 1964, et en particulier à UCLA, il est extrêmement facile de se procurer du LSD, cette drogue n'est réglementée que depuis 1962 aux États-Unis, et de nombreux programmes de recherche universitaires portent sur les propriétés du LSD ou d'autres substances psychoactives : il suffit donc aux étudiants aventureux de s'inscrire comme « volontaires » pour obtenir des doses non seulement quotidiennes, mais gratuites. De plus, Morrison se trouve doublement incité à « expérimenter » les drogues, d'un point de vue poétique d'abord, qui le rattache à des poètes comme Henri Michaux, Edgar Poe, Arthur Rimbaud, Aldous Huxley, Thomas de Quincey et aux poètes de la beat generation, très admirés par Morrison. D'un point de vue mystique ensuite, la consommation de psychotropes le rapproche du chamanisme, dont la transe est souvent provoquée par des hallucinogènes naturels comme la mescaline ou encore l'ayahuasca.
À l'été 1964, Jim Morrison emmène son frère Andy - qui a 16 ans - pour un bref voyage jusqu'à la ville d'Ensenada, au Mexique. Andy est sidéré par l'assurance de son frère, qui roule à toute vitesse dans les rues de la ville, connaît bien les bars et discute en espagnol argotique avec les tenanciers et les prostituées.
Pendant l'automne 1964, poursuivant son cursus de cinéma, il prend des notes sur les techniques cinématographiques, sur l'histoire du cinéma et sur les réflexions philosophiques que ce média lui inspire. Ces notes, remaniées, ordonnées et compilées sous forme de brefs aphorismes, deviendront le premier « recueil » publié par Morrison (The Lords. Notes On The Vision, publié à compte d'auteur en 1969). Morrison consacre le premier semestre 1965 à tourner et à monter le film qu'il lui faut réaliser pour obtenir son diplôme. Son travail se solde malheureusement par une déception : il n'obtient son diplôme, en juin, qu'avec un médiocre « D ». Pourtant, ce résultat ne l'affecte guère : depuis le printemps, Morrison évalue les divers moyens dont il pourrait user pour toucher le public. Peut-être poursuit-il sa réflexion sur la psychologie des foules et sur la possibilité d'organiser de gigantesques séances de thérapie collective. Le cinéma lui apparaissait sans doute comme le moyen idéal mais, au début de l'été 1965, une autre idée se fait jour dans son esprit : la fondation d'un groupe de rock.

### Un «frontman» charismatique et imprévisible (1965-1968)
Au cours du mois de juillet 1965, Jim Morrison, alors sans emploi, vit sur le toit d'un entrepôt non loin de Venice Beach, à Los Angeles. Il raconte, dans un des poèmes du recueil Far Arden : « I left school & went down/to the beach to live./I slept on a roof./At night the moon became/a woman's face./I met the Spirit of Music. » (« Je quittai l'école et descendis/à la plage pour vivre./Je dormis sur un toit./La nuit la lune devint/un visage de femme./Je rencontrai l'Esprit de la Musique. ») L'allusion explicite au titre de Friedrich Nietzsche, The Birth Of Tragedy from the Spirit of Music (en français : La Naissance de la tragédie - Hellénisme et pessimisme), vaut presque programme : dans le cadre de la théorie esthétique nietzschéenne, la tragédie grecque provient des célébrations en l'honneur du dieu grec Dionysos. 

#### La fondation du groupe The Doors

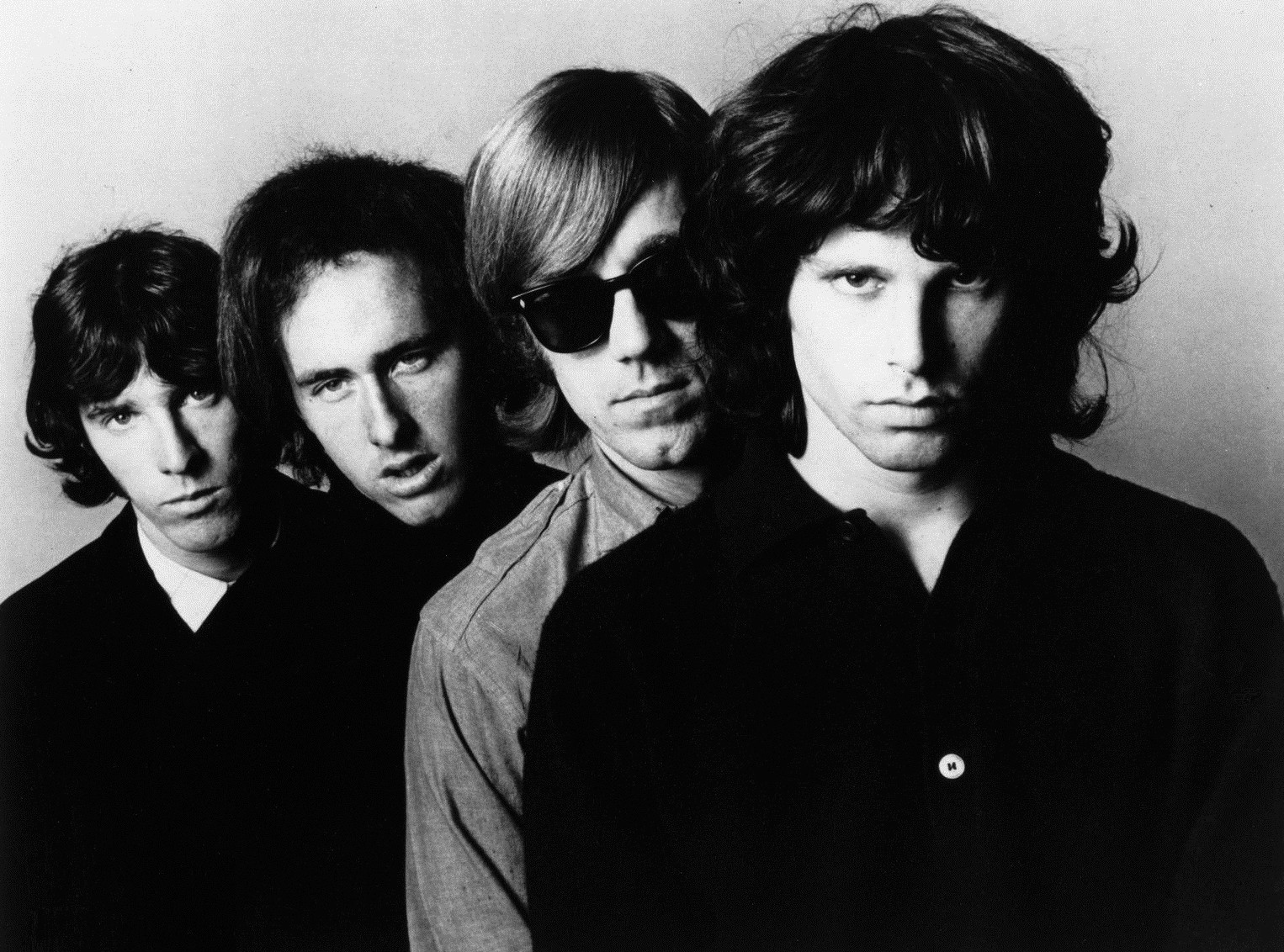
The Doors.

Morrison commence à écrire des chansons, dont plusieurs figurent sur les trois premiers albums de The Doors. Un jour qu'il se promène sur la plage de Venice Beach, il croise Ray Manzarek, lui aussi fraîchement diplômé en cinéma. Les deux anciens élèves de l'UCLA discutent, en viennent à parler musique. Ray Manzarek qui joue de l'orgue dans un groupe de rock, demande à Morrison de lui chanter une de ses compositions. Morrison aurait alors chanté Moonlight Drive, un titre qui figurera sur Strange Days, le deuxième disque de The Doors. Immédiatement séduit par l'intensité lyrique des paroles, Ray Manzarek se serait exclamé : « Hey, man, let's form a rock band and make a million dollars ! » (« Eh, mec, formons un groupe de rock et gagnons un million de dollars ! »). Jim Morrison propose alors immédiatement le nom de « The Doors », en le justifiant de cette façon : « Il y a le connu. Il y a l'inconnu. Et entre les deux, il y a la porte, et c'est ça que je veux être ». Il fait ainsi référence au livre de Aldous Huxley, Les Portes de la perception, titre lui-même tiré d'une citation de William Blake : « If the doors of perception were cleansed everything/would appear to man as it is - infinite. » (« Si les portes de la perception étaient nettoyées toute chose/apparaîtrait à l'homme telle qu'elle est - infinie. », tiré de The Marriage of Heaven and Hell).

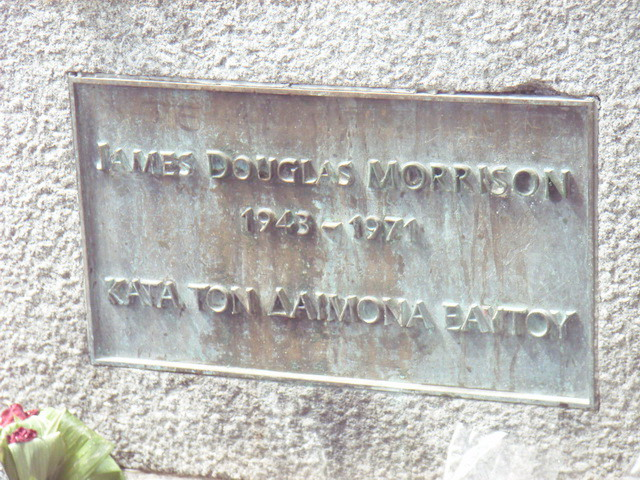
Plaque apposée sur la tombe de Jim Morrison, portant l'inscription en grec :
« ΚΑΤΑ ΤΟΝ ΔΑΙΜΟΝΑ ΕΑΥΤΟΥ » (« Fidèle à son propre démon »).

Manzarek fréquente le groupe de Méditation transcendantale fondé par Maharishi Mahesh Yogi. Il y rencontre le batteur John Densmore qui quitte le groupe des Psychedelic Rangers pour rejoindre The Doors. Densmore est bientôt imité par le guitariste des Rangers, Robbie Krieger. The Doors désormais au complet enregistrent une première démo. Le groupe effectue des répétitions et compose des chansons  notamment Light My Fire dans la maison à Los Angeles de Robbie Krieger. À la fin de l'été, Jim Morrison rencontre Pamela Courson (1946–1974), étudiante en art et fille de militaire comme lui; ils s'installent ensemble, en novembre 1966, à Rothdell Trail dans le quartier de Laurel Canyon. Elle restera sa compagne et l'inspiratrice de certains de ses textes jusqu'à la fin de sa vie, malgré une relation tumultueuse alternant querelles violentes et retrouvailles passionnées. Ensemble, ils expérimentent LSD, amphétamines et mescaline; elle se pique à l'héroïne (Jim Morrison qui déteste les piqûres y est plus réticent) et prend pour amant son dealer Jean de Breteuil. En septembre, après une réunion de famille particulièrement ratée, Jim Morrison rompt toute relation avec ses parents. Il ne les reverra jamais.
Au début de l'année 1966, The Doors gagnent un maigre salaire en animant un bar de Los Angeles, The London Fog, mais ils y acquièrent un grand professionnalisme qui jouera ensuite un rôle déterminant dans leur succès. Le groupe apprend en effet à se confronter à des publics parfois difficiles ou peu enthousiastes. Jim Morrison, d'abord très timide dans son rôle de chanteur, tourne le dos à la salle et chante à voix basse, presque inaudible, mais progressivement, il gagne en assurance, commence à se déhancher de manière suggestive, apprend à jouer avec le public, à obtenir des réponses, à plaisanter au bon moment, puis ose des cris, des sauts, des chutes, dans un style rappelant les danses amérindiennes ou la transe chamanique. Les mélodies du groupe mêlent des influences très diverses, musique classique de Ray Manzarek, jazz apporté par John Densmore, flamenco et musique indienne qu'affectionne Robbie Krieger, et servent beaucoup ces prestations scéniques et l'atmosphère à la fois tribale et religieuse des concerts.

#### Célébrité

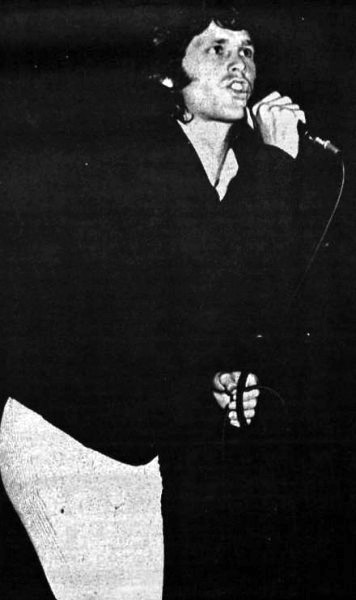
Jim Morrison sur scène en 1967.

The Doors, remarqués par Jac Holzman de la maison de disques Elektra, signent en juin 1966 un accord de production pour six albums. Le mois suivant, Jim Morrison commet son premier incident sérieux : lors d'un concert donné au Whiskey A Go Go, pendant la partie mélodique centrale d'une longue et mélancolique composition, The End, le chanteur improvise l'histoire d'un assassin qui traverse une maison puis parvient à la porte d'une salle où se trouvent ses parents. S'inspirant alors probablement du complexe d'Œdipe cher à Freud, Morrison déclare : « Father, I want to kill you. Mother, I want to fuck you all night long » (« Père, je veux te tuer. Mère, je veux te baiser toute la nuit. »). Le groupe ne pourra pas terminer la chanson : le patron du bar les jette dehors. Ils n'en ont pas moins créé l'événement : la chanson, qui paraîtra sur le premier disque (intitulé The Doors), conservera le texte audacieux et deviendra un morceau culte de l'histoire du rock.
The Doors enregistrent leur premier album au cours de l'automne 1966. Dans la notice biographique destinée à la presse, Morrison déclare que ses parents sont morts. En juin 1967, la sortie du single Light My Fire, qui devient rapidement un tube, apporte un succès presque immédiat et fait décoller les ventes de l'album. Un deuxième album est enregistré au cours de l'été. Tandis que le groupe multiplie les apparitions scéniques, Morrison pose pour plusieurs magazines. Son physique d'éphèbe, son sourire désarmant, sa coupe de cheveux rappelant celle d'Alexandre le Grand (Morrison s'est peut-être souvenu de Plutarque) le transforment en sex-symbol aussi adulé que James Dean ou Marilyn Monroe.
La musique psychédélique des Doors nous plonge dans un univers étrange, proche de celui du chamanisme, dans lequel on alterne entre conscience endormie et rêve éveillé. On a le sentiment que Morrison, la plupart du temps en état modifié de conscience (rendu possible par l'absorption quasi-quotidienne de psychotropes divers), n'était jamais réellement réveillé, jamais réellement endormi. Cet état se reflète pleinement dans la musique du groupe.
L'année 1967 est également marquée par l'engagement progressif des États-Unis dans la guerre du Viêt Nam : 500 000 « boys » sont stationnés au Viêt Nam sur l'ordre du président Lyndon Johnson. Morrison écrit, à l'automne 1967, ses chansons les plus expressément engagées, en particulier Unknown Soldier qui figurera sur le troisième opus des Doors, Waiting for the Sun.
Le succès fulgurant des Doors, leur notoriété soudaine et les avantages qui suivent déstabilisent pourtant rapidement Morrison, d'autant que les paroles de ses chansons, qui prônent l'amour libre, l'usage de la drogue, la consommation d'alcool, le rejet de la morale puritaine, la révolte contre l'autorité, le militantisme contre la guerre, en font un personnage remuant que les services de police décident de surveiller de près. Supportant très mal l'intrusion des agents en uniforme dans les concerts, Morrison profite souvent d'être sur la scène pour improviser quelques railleries, voire pour provoquer la foule à se rebeller. Un incident plus grave conduit, le 9 décembre 1967, à New Haven, à une interpellation en plein milieu d'un concert. Morrison est arrêté pour « comportement immoral », « trouble à l'ordre public » et « refus d'obtempérer ».

#### Un désintérêt grandissant pour le rock

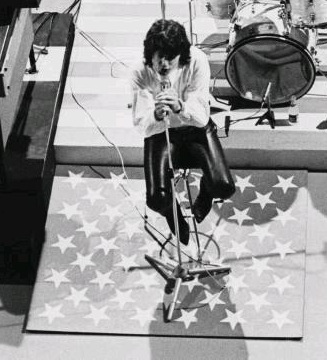
Jim Morrison en concert à Copenhague en 1968.

Le comportement de Morrison, qui devient antisocial et agressif au cours de l'hiver 1967-1968, laisse supposer que le concert de New Haven et l'interpellation qui s'ensuivit ont marqué le chanteur. Il commence à comprendre que sa notoriété peut le piéger en l'entraînant dans une logique du « toujours plus » en matière de provocation. Ensuite, le public a laissé Morrison se faire arrêter; personne n'a bougé.
Si, comme son adolescence et ses années d'étudiant peuvent amener à le croire, Morrison a pour ambition de remanier en profondeur les valeurs de la société américaine en s'appuyant sur les forces sociales actives du Flower Power et leur potentiel révolutionnaire, l'immobilisme du public, pourtant jeune et familiarisé avec l'idée de révolte, a dû surprendre et décevoir le chanteur. Morrison, nerveux, maussade, se réfugie dans l'alcool et ses beuveries prennent des proportions inquiétantes, au point que les autres membres du groupe décident d'engager Bobby Neuwirth pour le surveiller.
Les relations avec le groupe se tendent lors de l'enregistrement du troisième album. Après réflexion, The Doors décident de couper la très longue composition, Celebration of the Lizard qui devait occuper une face entière du disque, pour n'en garder que le morceau central sous le titre Not to Touch the Earth. Morrison, qui travaillait le texte de Celebration depuis 1965, se démotive soudain. Il laisse à Robby Krieger le soin de composer les chansons restantes de l'album, finalement achevé en mai 1968. Ce même mois, Jim Morrison rencontre Michael McClure, le poète de la beat generation dont il a lu et admiré l'œuvre depuis ses années de lycée. Cette rencontre marque un tournant dans la vie de Morrison, qui va progressivement prendre ses distances avec le monde du rock. Sitôt Waiting For The Sun enregistré, Morrison exprime d'ailleurs aux autres membres du groupe son intention d'interrompre sa carrière. Alarmé à l'idée de ce départ, Ray Manzarek parvient néanmoins à le convaincre de continuer pendant six mois.
Au cours de cette période de transition, les performances scéniques de Morrison gagnent encore en intensité : le 10 mai 1968, lors d'une apparition à Chicago, il transforme, pour la première fois, un concert en émeute. Il recommence plusieurs fois au cours de cette année, d'autant que le dernier vers de la chanson The Unknown Soldier, « the war is over », est bientôt repris en slogan politique par les opposants à la guerre du Viêt Nam. La chanson a un effet d'autant plus violent sur le public que le groupe, dans une mise en scène élaborée, fait mine de fusiller le chanteur. Un jeu de lumière finement réglé rend l'effet frappant.
Après une tournée en Europe au cours du mois de septembre, Morrison prend quelques jours de repos à Londres en compagnie de Pamela Courson. Ils y sont rejoints par Michael McClure qui, après avoir lu les poèmes de Morrison, incite le chanteur à les publier. Flatté par les encouragements de son aîné, Morrison se décide d'envoyer à l'éditeur, fin octobre, ses notes sur le cinéma rédigées en 1964 réunies sous le titre The Lords. Notes on the Vision, et un long poème en vers libres, The New Creatures.
Ce même mois, il visionne les ébauches du film d'un concert donné quelques mois plus tôt. Ce document le stupéfie. Il déclare : « voir une série d'événements que je croyais contrôler… Je me suis d'un seul coup rendu compte (…) que j'étais le jouet de nombreuses forces dont je n'avais qu'une vague notion ». Par la suite, il devient de plus en plus prudent dans ses « manipulations » du public. Le 13 décembre 1968, lors d'un concert à Los Angeles, il parvient à calmer une foule houleuse en quelques phrases seulement : « Nous sommes venus pour jouer de la musique, mais vous en voulez plus, pas vrai ? Vous voulez plus que de la musique, hein ? Eh bien, allez vous faire voir : nous, nous ne sommes là que pour jouer de la musique. » Et le groupe n'interprète qu'une seule chanson, Celebration of the Lizard et la fait durer trois quarts d'heure. Il n'y a aucun incident ; c'est à peine s'il y a des applaudissements. La foule se disperse en silence, matée.

### Le «poète maudit» (1969-1971)

#### Morrison, l'anti-hippie?

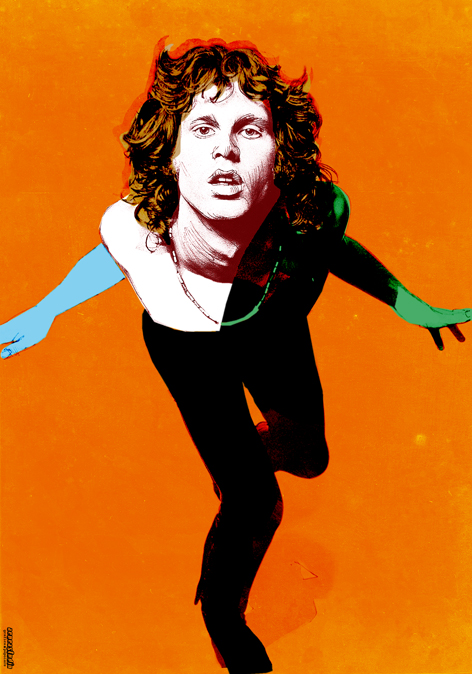
Dessin représentant Jim Morrison.

Deux événements marquent le début de l'année 1969. D'une part, le « délai de six mois » arraché par Ray Manzarek après l'enregistrement de Waiting for the Sun touche à sa fin, et le rapprochement entre Morrison et Michael McClure mais aussi avec le Living Theatre, ainsi que son intérêt croissant pour la production cinématographique, paraît signaler sa volonté de quitter le star-system. D'autre part, il rencontre, à l'occasion d'une interview en janvier 1969, la journaliste du magazine Jazz&Pop Patricia Kennealy, avec qui il vivra une relation amoureuse très intense, allant jusqu'à « l'épouser » en 1970 au cours d'une cérémonie wicca. Lors de cette interview, Jim Morrison déclare : « j'aime la musique, j'aime bien chanter sur scène, mais certaines choses que j'ai à dire ne peuvent être mises en musique et un livre serait mieux à même de les communiquer ».
L'enregistrement d'un quatrième album, The Soft Parade, retarde cependant le départ de Morrison. Son désintérêt pour The Doors paraît évident : il n'écrit que quatre des neuf chansons de l'album, passe le minimum de temps au studio et se conduit systématiquement en rustre. Une violente querelle éclate lorsqu'il découvre que les autres membres du groupe, sans l'en avertir, ont vendu la mélodie de Light My Fire, leur premier disque d'or, au constructeur automobile Buick.
La sensation de trahison que Jim Morrison a dû connaître à cette occasion a pu accentuer sa désillusion : s'il avait cru possible de modifier les valeurs américaines via le rock, il découvrait que ses proches les plus intimes cédaient aux puissances de l'argent. À ce stade, il faut poser la question du rattachement de Morrison au mouvement hippie. Il a embrassé explicitement certaines « grandes causes » du « Flower Power » comme la libération sexuelle et le pacifisme contre la guerre du Viêt Nam. Il y a même contribué activement, par ses chansons et sa conduite. Mais, lecteur assidu de Nietzsche, admirateur de Jérôme Bosch, fan de Kerouac fasciné par Dean Moriarty au point d'imiter son ricanement sadique, pouvait-il adhérer sans réserve au « peace and love », à l'idéologie de « l'harmonie universelle » et à la « spiritualité » New Age de la Méditation transcendantale, de la conscience cosmique et de l'Ère du Verseau ? Son pessimisme, son goût pour le cynisme, le second degré et les faux-semblants, sa fascination pour la criminalité et le chaos, pouvaient-ils se conjuguer avec l'hédonisme naïf des hippies ?
Ray Manzarek et John Densmore ont chacun, à leur manière, avoué que Morrison plaisantait volontiers, à l'occasion de manière cruelle, sur l'exotisme un peu factice de la philosophie hippie. L'organiste et le batteur, tous deux adeptes de la Méditation transcendantale, présentèrent Morrison à Maharishi Mahesh Yogi. Morrison composa ensuite, « en l'honneur » du gourou[réf. nécessaire], la chanson Take It As It Comes (figurant sur le premier album) (« Take it easy, babe/Take it as it comes/Don't move too fast/If you want your love to last/Oh, you've been movin' much too fast » — « Détends-toi, chérie/Prend les choses comme elles viennent/Ne t'emballe pas/Si tu veux que ton amour dure/Oh, tu as été beaucoup trop vite »). John Densmore, qui s'affichait « flower child », se souvient également des moqueries ambiguës de Morrison à son égard : par exemple, il jetait, en plein concert, des marguerites sur la caisse claire de Densmore : « il riait comme un fou, parce qu'il savait que je ne pouvais pas m'arrêter, à moins d'interrompre le concert, alors mes baguettes faisaient éclater les pétales. ».

#### Le concert de Miami
Cette perspective éclaire le sens du concert des Doors donné à Miami le 1er mars 1969. Pour la première fois, le groupe partait en tournée « longue » : 19 dates étaient prévues dans des villes comme Cleveland, Saint Louis, Providence ou encore Dallas. Pourtant, le premier concert vire à la catastrophe. Sugerman et Hopkins, entre autres biographes de Morrison, pointent du doigt l'incurie des organisateurs qui avaient vendu beaucoup plus de tickets qu'il n'y avait de places, si bien que The Doors se présentèrent devant une salle bondée, surchauffée et déjà passablement nerveuse.
Cette tension s'accroît encore avec le retard de Morrison : éméché, il a raté son avion. Pendant le vol, il continue à boire. Lorsqu'il parvient enfin à la salle de concert, c'est un frontman barbu et ivre mort qu'on doit convaincre, contre son gré, d'entrer en scène. Incapable de chanter, Morrison interrompt les chansons, pour digresser, invectiver, voire insulter la foule. Au cours de la chanson Five To One, le discours de Morrison prend une tournure explicitement anarchiste et passablement agressive à l'égard des fans : « You're all a bunch of fuckin' idiots ! Lettin' people tell you what you're gonna do ! Lettin' people push you around ! How long d'ya think it's gonna last ? How long are you gonna let it go on ? […] How long ? Maybe you like it, maybe you like being pushed around… Maybe you love it, maybe you love gettin' you face stuck in the shit […] You love it, don't ya ? You love it. You're all a bunch of slaves ! » (« Vous êtes tous une bande de putains d'idiots ! À laisser les gens vous dire quoi faire ! À laisser les gens vous bousculer ! Combien de temps ça va encore durer, à votre avis ? Combien de temps est-ce que vous allez laisser continuer ça ? […] Combien de temps ? Peut-être que vous aimez ça, peut-être que vous aimez qu'on vous bouscule… Peut-être que vous adorez ça, peut-être que vous adorez qu'on vous mette la tête dans la merde […] Vous adorez ça, n'est-ce pas ? Vous adorez ça. Vous êtes tous une bande d'esclaves ! »)
Mais de toute évidence, cette diatribe ne suffit pas : le public applaudit, pousse des cris de joie à chaque insulte, bien que certains se posent déjà des questions. Morrison pousse encore l'outrage : taquinant la salle, il annonce qu'il va montrer son pénis. L'a-t-il effectivement fait ? Un doute subsiste, même pour Morrison qui avouera plus tard au juge avoir été trop ivre pour se souvenir ; quant au principal témoin de l'accusation, Bob Jennings, il s'agit du fils d'un policier de Miami, ce qui jette un doute sur son impartialité, d'autant que plusieurs autres accusateurs se rétracteront avant ou pendant les audiences. En tout état de cause, le mal est fait : le concert finit dans un désordre incontrôlable et, le 5 mars, un mandat d'arrêt est délivré contre Morrison sous quatre chefs d'accusation : « comportement indécent », « exhibition indécente », « outrage aux bonnes mœurs » et « ivresse publique ». Aussitôt, tous les concerts de la tournée sont annulés et The Doors devront attendre juin pour pouvoir se présenter à nouveau devant le public.
Les journaux, à l'époque, titrent : « Morrison dérape ». Telle est aussi la version de l'incident retenue par les principaux biographes de Morrison (notamment Hopkins et Sugerman, mais aussi John Densmore) et il paraît délicat de contester ces témoignages de première main. Pourtant, la question se pose : Morrison n'a-t-il pas « dérapé » au moment qui lui convenait ? N'a-t-il pas « dérapé » d'une manière très sincère, comme ses insultes à la foule semblent le suggérer ? Le rejet du mouvement hippie qu'il semble exprimer dans son comportement et dans ses textes (y compris des chansons pour The Doors comme The Soft Parade, voir ci-après) n'indique-t-il pas que Morrison a pu vouloir faire exploser The Doors en plein vol, au tout début d'une tournée aussi longue que prometteuse, en mars 1969, c'est-à-dire trois mois après la fin du « délai de grâce » qu'il avait accordé après l'enregistrement de Waiting For The Sun ?[Interprétation personnelle ?]

#### Une saturation nerveuse
Si Morrison a effectivement voulu saborder The Doors, il a échoué. Sans doute, le fiasco de Miami a-t-il refroidi les organisateurs de concerts qui annulent de facto la tournée de The Doors ; mais dans un second temps, Morrison reçoit le soutien de son entourage et de nombreux fans, qui voient dans le procès intenté au chanteur une preuve de la persécution perpétrée par l'institution puritaine contre le mouvement hippie et les opposants à la guerre du Viêt Nam. Dès juin, seulement trois mois après Miami, The Doors jouent à nouveau en public. L'album The Soft Parade sort en juillet et devient disque d'or. En septembre, le groupe entame des répétitions pour un cinquième album.
Jim Morrison semble donc se résigner à « continuer » avec The Doors, bien que la poésie soit à ce moment sa préoccupation principale. En avril, il a reçu de la maison d'édition Western Lithographers les exemplaires de The Lords et de The New Creatures, publiés à compte d'auteur sous le nom « James Douglas Morrison ». Ce même mois, interviewé sur la chaîne de télévision PBS par Richard Goldstein et Patricia Kennealy, Morrison refuse de parler de The Doors et se contente de lire des extraits de The New Creatures. Le journal Rolling Stone publie, dans son numéro d'avril 1969, le texte intégral d'un long poème intitulé An American Prayer, et précise que les droits d'auteur sont attribués à James Douglas Morrison.
Il convient d'insister sur ce point : bien qu'utilisant le prénom « Jim » comme nom de scène avec The Doors, Morrison a toujours insisté pour que son travail poétique soit publié sous son patronyme complet. Il souhaitait, de toute évidence, sanctuariser son travail poétique par rapport à son image de star pop ; mais ce souci de « catégoriser » ses activités va bien au-delà du domaine professionnel. Morrison appartenait simultanément à plusieurs « cercles sociaux » différents qu'il s'efforçait de ne jamais mélanger. Ainsi Michael McClure ne fit-il jamais partie de la petite « cour » qui gravitait autour de The Doors. Il en alla de même pour Patricia Kennealy, que Morrison avait pourtant « épousée » au cours d'une cérémonie wicca mais non légalement. Du reste, Jim Morrison continuait à entretenir des relations suivies avec plusieurs anciens élèves de la faculté de cinéma d'UCLA sans jamais les présenter à ses autres amis.
Ces séparations entre divers groupes d'amis avaient sans doute pour but, aux yeux de Morrison, de protéger en partie sa vie privée : d'un groupe à l'autre, il pouvait exprimer toutes les facettes de sa personnalité sans pourtant s'ouvrir complètement à quiconque. Or deux conséquences suivent de cette attitude. D'une part, à dissimuler toujours une partie de lui-même à ses interlocuteurs, Morrison était forcément toujours « en représentation », en train de jouer un rôle qui ne correspondait pas exactement à ce qu'il était ; cette timidité, voire cette dissimulation, allant de pair avec une vive inventivité, un indéniable talent de conteur et un certain degré d'hypocrisie, constitue sans doute l'un des principaux traits de caractère de Morrison. Il n'est jamais complètement sincère, sauf peut-être dans quelques moments exceptionnels (voir ci-dessous le témoignage de Michael McClure à propos de la réception de The Lords and The New Creatures) et lorsqu'il s'avoue, précisément, menteur, trompeur, calculateur. Ainsi dans les chansons The Changeling (« I'm a changeling/See me change » : « Je suis un changeforme/Regarde-moi me transformer ») et la très dérangeante The Spy (« I'm a spy in the house of love/I know the dream that you're dreaming of/[...] I know your deep and secret fears/I know everything/Everything you do/Everywhere you go/Everyone you know » — « Je suis un espion dans l'antre de l'amour/Je connais le rêve que tu rêves/[...] Je connais tes terreurs secrètes/Je connais tout/Tout ce que tu fais/Tous les endroits où tu vas/Tous les gens que tu connais »). Aussi tous les témoins directs de la vie de Morrison ont-ils une vision nécessairement biaisée de Jim/James Douglas, non seulement parce qu'ils sont subjectifs, mais aussi (surtout) parce que Morrison lui-même entretenait la confusion, mentait sans vergogne, promettait ce qu'il savait ne pas vouloir tenir.
D'autre part, au cours de l'année 1969, cette stratégie de séparation entre divers groupes d'amis commence à montrer ses limites et même son caractère pervers : menant de front sa carrière de chanteur, son travail de poète et une activité de réalisateur-producteur de cinéma, Morrison se trouve tiraillé entre plusieurs impératifs inconciliables, d'où un stress professionnel intense aggravé par la peur d'un procès et l'éventualité d'une condamnation à de la prison ferme. À cela s'ajoute la dissimulation dont il fait preuve à l'égard de sa compagne, Pamela Courson, car depuis avril 1969, Morrison entretient une relation avec Patricia Kennealy ; or cette jeune journaliste n'a rien de la « groupie ». Fière militante féministe, elle ne se laisse pas impressionner par le statut de « star », et sa solide culture générale lui permet de rivaliser intellectuellement avec Morrison, lequel se montre par ailleurs fasciné par le fait que Patricia Kennealy pratique la sorcellerie wicca. Mais en même temps, Morrison souhaite ménager Pamela dans la mesure où elle l'encourage dans sa carrière de poète (en décembre 1969, elle lui demande même d'interrompre sa carrière avec The Doors). C'est d'ailleurs par l'intermédiaire de la sœur de Pamela que Morrison a pu rencontrer Michael McClure. Ce sera néanmoins avec Pamela qu'il quittera les États-Unis pour Paris.
Une telle tension nerveuse épuise lentement Morrison : il cherche à la dissiper dans l'alcool. À cette époque, il ne dessaoûle presque jamais. Il écrit de manière lapidaire : « I drink so that I can talk to assholes./This includes me. » (« Je bois pour pouvoir parler aux cons./Moi compris. »)
À cette même époque, Pamela Courson lui conseille d'aller consulter un psychiatre. Il ne se rendra qu'à une seule séance. Selon plusieurs proches du chanteur, il présentait tous les symptômes d'une personnalité dite borderline tels que le sentiment d'être abandonné, l'abus de substances (alcool, stupéfiants), des relations interpersonnelles instables, des comportements à risques ou encore une tendance certaine à l'auto-destruction.
Le début de l'année 1970 semble pourtant favoriser Morrison. Une série de concerts réussis à New York, l'enregistrement et la sortie du cinquième album de The Doors, Morrison Hotel (qui reçoit des critiques élogieuses), la signature de contrats pour l'adaptation cinématographique du roman de Michael McClure The Adept, redonnent un élan à Morrison. Ces succès se complètent, en avril, par la publication, à compte d'éditeur, du double recueil The Lords and The New Creatures (chez Simon & Schuster). Même si le volume avait été publié, contre ses indications, sous le nom de « Jim Morrison » (Morrison avait expressément demandé « James Douglas »), il télégraphia le jour même à ses éditeurs : « Merci à vous […]. Le livre dépasse toutes mes espérances » ; le poète Michael McClure, ami de Morrison qui l'avait encouragé à publier ses poèmes, le vit ce jour-là. Il raconte : « Je trouvai Jim dans sa chambre. Il pleurait. Il était assis là, le livre à la main, en larmes, et il me dit « C'est la première fois qu'on ne m'a pas baisé ». Il le répéta deux fois ». Patricia Kennealy écrit, dans le numéro de mai de Jazz&Pop, une critique favorable au recueil.

### Fin de vie et entrée dans la légende

#### Les derniers mois

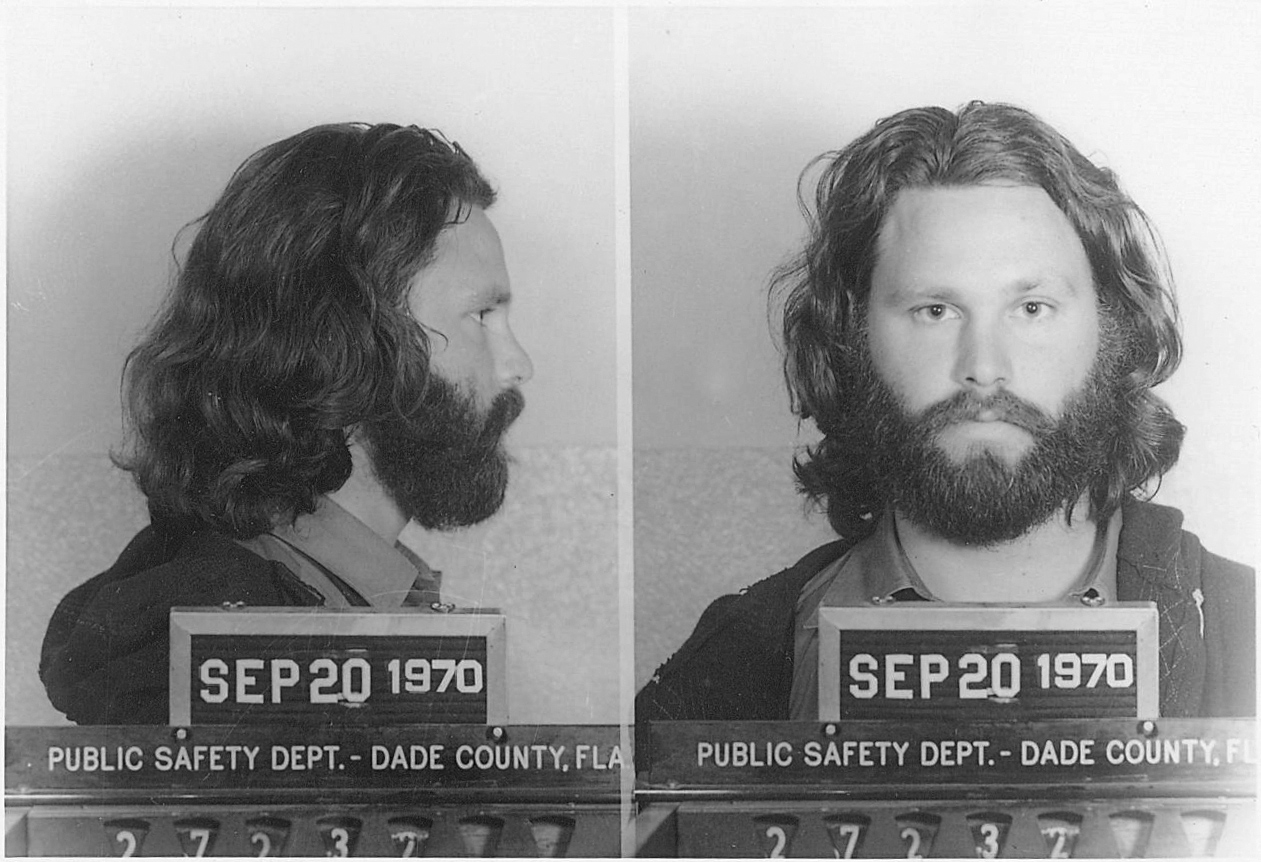
Photos d'identité judiciaire prise par le Department of Public Safety de Miami, Floride, le 20 septembre 1970.

Le procès du concert de Miami s'ouvre le 10 août 1970. Morrison a décidé de plaider non coupable. Le 14, Patricia Kennealy, présente à ses côtés, lui annonce qu'elle est enceinte. Après une discussion tendue, la journaliste accepte d'avorter. Morrison lui promet d'être présent lors de l'opération. Il ne tiendra pas sa promesse : en novembre, Patricia Kennealy subira seule l'intervention.
Le 30 août 1970 a lieu le dernier concert filmé du groupe au festival de l'île de Wight devant un public de 600 000 personnes, tard dans la nuit. Jim Morrison, alourdi, barbu et tout de noir vêtu reste immobile, les yeux clos, accroché à son micro sur pied, tel un fantôme, durant toute la prestation du groupe qui dure environ une heure. Immédiatement après le concert, le groupe retourne aux États-Unis. L'année précédente le groupe avait refusé de participer au festival de Woodstock.
Le 19 septembre, les juridictions de Floride émettent une sentence curieuse : les chefs de « comportement indécent » et « d'ivresse publique » sont écartés (alors que Morrison admettait avoir été ivre), mais Morrison est reconnu coupable « d'outrage aux bonnes mœurs » et « d'exhibition indécente ». Il écope de huit mois de prison ferme et de 500 dollars d'amende. L'avocat de Morrison, Max Fink, engage aussitôt une procédure d'appel et obtient la libération de Morrison moyennant une caution de 50 000 dollars.
Une ambiance macabre domine alors le monde du rock : Brian Jones meurt le 3 juillet 1969 (Un poème sera écrit par Morrison à ce sujet : "Ode à L.A., en songeant à Brian Jones, décédé"), Jimi Hendrix le 18 septembre 1970, et Janis Joplin le 4 octobre de la même année. Morrison plaisante : à ses compagnons de beuverie, il déclare, mi-figue mi-raisin : « Vous êtes en train de boire avec le no 4 ».
Le 8 décembre, pour son anniversaire, Jim Morrison se rend seul au studio. Il passe la journée à enregistrer une lecture de certains poèmes, notamment le long travail An American Prayer déjà publié par le magazine Rolling Stone, mais également d'autres poèmes divers qui seront plus tard publiés sous le titre Far Arden. The Doors donnent des concerts à Dallas et à La Nouvelle-Orléans les 11 et 12 décembre ; ce seront les dernières apparitions publiques de Morrison.
Au printemps 1971, juste après avoir fini l'enregistrement du sixième album de The Doors, L.A. Woman, Jim Morrison quitte Los Angeles pour Paris, où il rejoint Pamela Courson. Il semble avoir l'intention de se consacrer à la poésie et de réduire sa consommation d'alcool. Épuisé par le star system, il voudrait aussi prendre de longues vacances. Au cours du printemps, Jim Morrison et Pamela Courson visitent la France, l'Espagne, le Maroc. Pendant ce temps, aux États-Unis, l'album LA Woman, sorti en avril, est reçu par une critique unanime comme « le meilleur » des Doors. À Paris, il fréquente l'actrice Zouzou et le journaliste Hervé Muller.

### Mort
Le 5 juillet, le bruit court à Los Angeles selon lequel Jim Morrison serait mort. Rien de bien alarmant : au cours des années 1967-1968, il s'est rarement écoulé un mois sans que de telles rumeurs ne courent. Néanmoins, dépêché à Paris le 6 juillet, le manager des Doors, Bill Siddons, ne peut que constater la mort. Le rapport de police mentionne une crise cardiaque, dans sa baignoire de l'appartement au 17-19, rue Beautreillis (4e arrondissement de Paris). Des rumeurs de causes différentes circulent, jusqu'à ce que des témoignages[Quand ?] et des aveux de proches confirment une mort  par overdose.
En présence de cinq personnes, l'inhumation a lieu le 7 juillet au cimetière du Père-Lachaise. La tombe de l'artiste, une des sépultures les plus visitées du cimetière,  est située non loin de celle d'Oscar Wilde, son auteur préféré. Pendant plusieurs années un tas de terre, un monument funéraire est finalement érigé. En 1981, l'artiste croate Mladen Mikulin (es) l'orne d'un buste qui disparaît en 1988. En 1990, la tombe est rénovée, la famille du défunt y fait graver en grec l'inscription « Fidèle à ses démons ». Les rassemblements de gens qui y abandonnent des bouteilles d'alcool conduisent à la dégradation de la tombe et, en 2004, à la pose de barrières de sécurité. En mai 2025, le buste dérobé est retrouvé de manière fortuite par la brigade financière et anticorruption de la direction de la police judiciaire de la préfecture de police de Paris.

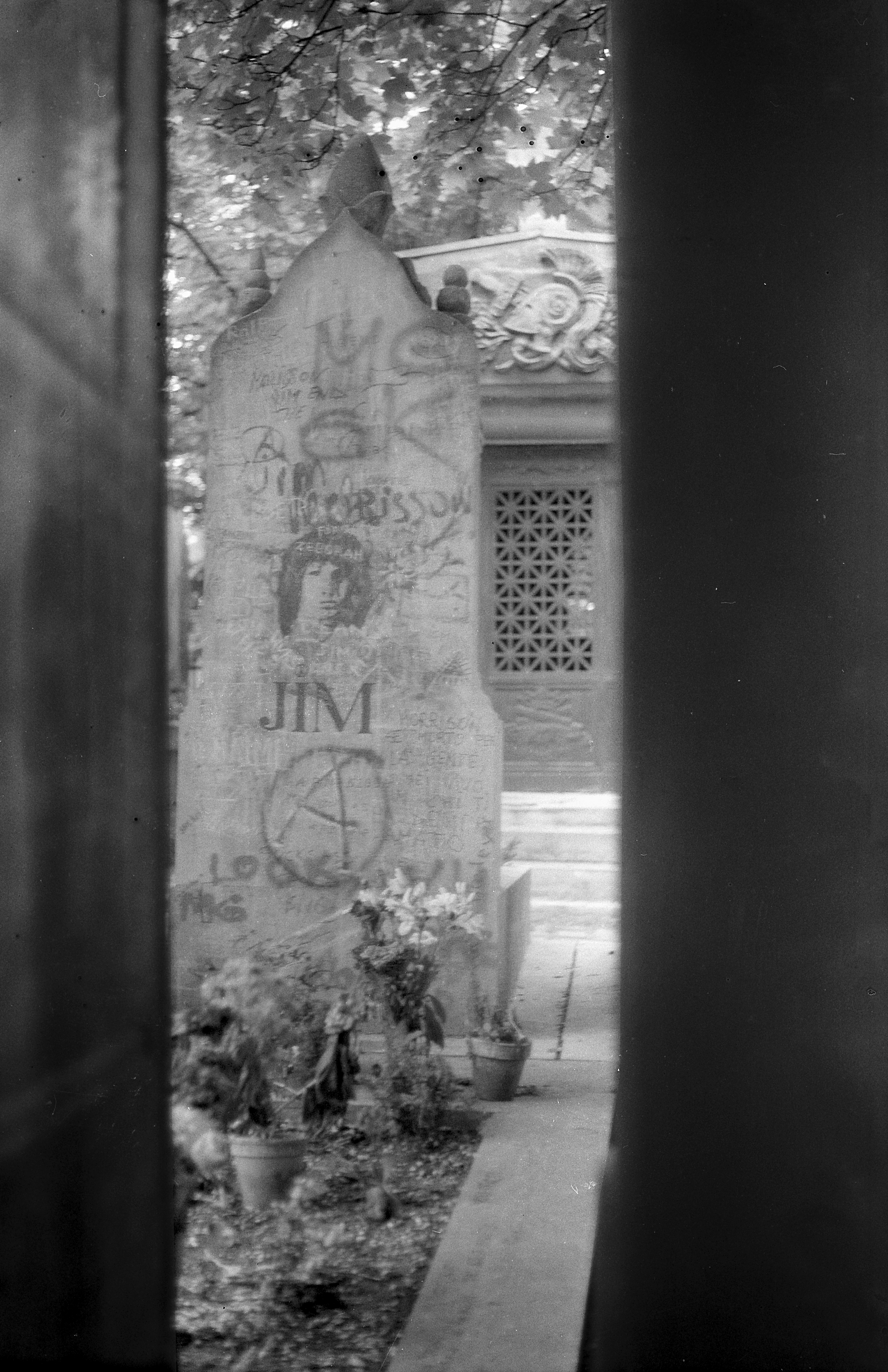
La tombe encore sans pierre tombale en 1978.

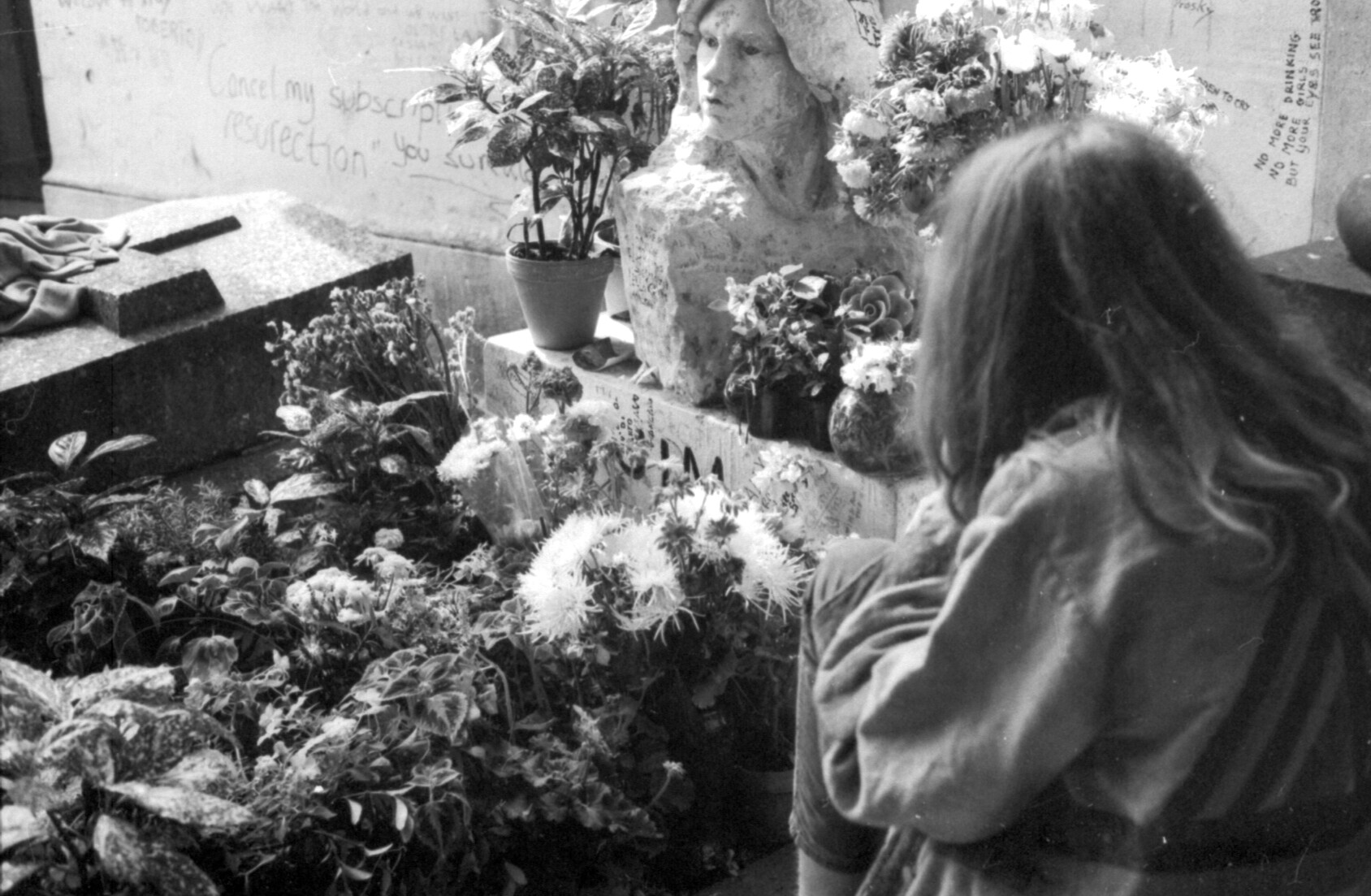
La tombe avec le buste en marbre (après juin 1981).

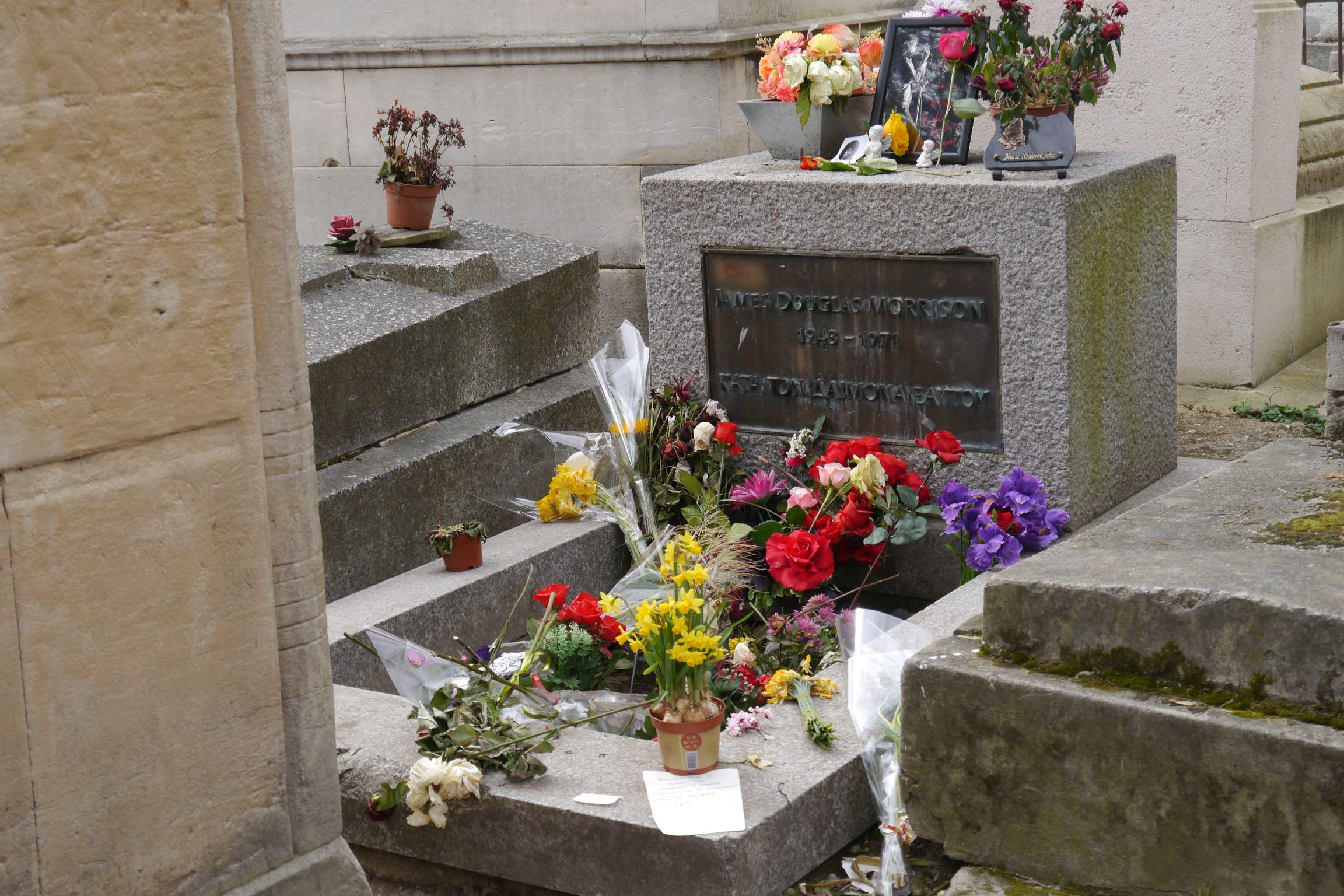
Tombe de Jim Morrison au cimetière du Père-Lachaise en 2014.

#### Rapport de police: crise cardiaque dans sa baignoire
La vie d'excès menée par Morrison pendant six ans l'avait affaibli : il abusait de l'alcool, participait volontiers à des orgies et se vantait d'avoir pris deux cents fois de l'acide. Des témoins, notamment son ami Alain Ronay, ont rapporté qu'il était suivi de près par un cardiologue et qu'il avait des signes d'insuffisance cardiaque, d'œdème pulmonaire et de profonde dépression la veille de sa mort (difficulté à respirer, toux avec rejets sanguinolents, hoquets).
Les détails du 2 juillet sont développés dans la biographie de Stephen Davis. Jim Morrison a bu toute la journée du 2 juillet en compagnie d'Alain Ronay. En fin de journée, le journaliste le laisse dans un café et prend le métro pour aller rejoindre la chanteuse Marianne Faithfull avec qui il doit dîner. Il se retourne une dernière fois vers son ami, il ne le reverra jamais.
Le rapport de police du décès témoigne de la suite de la soirée, décrite par Pamela Courson : après avoir dîné, Jim retrouve Pamela et vont voir au cinéma le film La Vallée de la peur. De retour dans leur petit appartement du 17-19 rue Beautreillis, ils écoutent de la musique, puis vers 3 h 30 Pamela indique : « J'ai été réveillée par le bruit que faisait mon ami en respirant […] j'avais l'impression qu'il étouffait […] Il s'est réveillé et m'a dit qu'il se sentait bien et ne voulait pas voir de médecin. » Jim vomit du sang à plusieurs reprises mais souhaite juste prendre un bain. « Il me semblait que mon ami allait mieux […] je suis allé me recoucher […] Je ne sais combien de temps j'ai pu dormir. Je me suis réveillée en sursaut et j'ai vu que mon ami n'était pas couché près de moi. J'ai couru à la salle de bains et [je l'ai vu] dans la baignoire sa tête n'était pas dans l'eau, il semblait dormir. […] J'ai secoué mon ami, j'ai cru pouvoir le réveiller, je croyais qu'il avait un malaise et était inconscient. J'ai essayé de le sortir de la baignoire mais n'ai pas pu. ». Maîtrisant mal le français, elle contacte alors par téléphone son ami Alain Ronay qui vient avec Agnès Varda, constatent les faits et appellent les pompiers.
Sa mort est constatée environ 45 minutes plus tard, par le Dr Max Vassille, médecin requis par les services de police prévenus par les pompiers, qui conclut à une mort naturelle par crise cardiaque. Le rapport médico légal indique « aucune trace suspecte de traumatisme ou de lésion quelconque. Un peu de sang au niveau des narines. L'évolution de santé de M. Morrison telle qu'elle nous a été racontée par un ami présent sur les lieux peut se reconstituer ainsi, M. Morrison se plaignait depuis quelques semaines de douleurs précordiales avec dyspnée d'effort. Il s'agit manifestement de troubles coronariens peut-être aggravés par l'abus de boisson alcoolisées. On peut concevoir qu'à l'occasion d'un changement de température extérieure suivi d'un [bain] ces troubles se soient aggravés brusquement, donnant le classique infarctus du myocarde cause de mort subite ». Le dossier médical de Jim Morrison concordant avec les déclarations de ses proches n'aurait pas poussé la police à mener une enquête plus approfondie, le tout pouvant être associé à la température caniculaire et l'atmosphère du début des vacances d'été. Il faut rappeler que Jim Morrison était peu connu en France à l'époque et circulait dans le plus grand anonymat à Paris : le rapport de police mentionne le nom de James Morrison, écrivain, vivant de sa fortune personnelle. Le constat de décès mentionne Douglas Morrison, l'acte de décès mentionne, en marge, Douglas Morrison comme patronyme et James comme prénom dans le corps du texte, acte rédigé à 14h30 sur la déclaration d'un employé du funérarium de l'Hôtel-Dieu.

#### Témoignages d'une overdose dans un bar
Des témoins, dont Sam Bernett, patron du bar parisien branché de la rive gauche, le Rock 'n' Roll Circus, affirment y avoir vu Morrison ce soir-là. Sam Bernett témoigne avoir vu Morrison auprès de deux hommes travaillant pour Jean de Breteuil, dealer alors connu des services de police, probablement pour chercher de l'héroïne pour Pamela Courson. Morrison ayant subitement disparu de la salle sans sortir dans la rue pour autant, Sam Bernett indique l'avoir cherché puis retrouvé inconscient dans des WC fermés dont il a dû forcer la porte. Un médecin du bar a constaté le décès, semble t-il par une overdose d'héroïne. Les acolytes de Jean de Breteuil, par crainte d'être impliqués à la suite de la vente de l'héroïne ont emmené le corps de Morrison jusqu'à l'appartement de la rue Beautreillis qu'il partageait avec Pamela Courson, ce qui arrangeait également Sam Bernett qui aurait risqué la fermeture administrative de son club. Jim Morrison y a été immergé dans un bain chaud, afin de compliquer la détermination de l'heure du décès.
Cette version est confirmée par Marianne Faithfull, qui était au moment des faits la compagne de Jean de Breteuil. Ce dernier, fournisseur en héroïne et cocaïne du couple Morrison, a fui au Maroc avec elle dès le lendemain matin du décès de Jim. Marianne Faithfull considère Jean de Breteuil responsable du décès de Morrison pour lui avoir fourni une dose d'héroïne pure et donc trop forte provoquant son overdose. Jean de Breteuil meurt à son tour d'une overdose près d'un an plus tard. Pamela Courson meurt également d'une overdose trois ans plus tard.
Cette version est également confirmée en 2019 par Philippe Manœuvre, qui explique qu'Agnès Varda aurait ensuite été appelée pour maquiller l'histoire avec un médecin.
Cette version tend vers celle d'un suicide par overdose,,.
On peut s'étonner du caractère sommaire de l'enquête de police et de l'absence d'autopsie. La mort de Jim Morrison pouvait facilement être associée aux importants réseaux internationaux de trafic de cocaïne et d'héroïne à Paris à l'époque. Or, Jean de Breteuil, fournisseur de drogue de Jim Morrison, bénéficiait de facilités diplomatiques grâce aux anciennes connaissances de son père Charles de Breteuil. Ainsi La mort de Jim Morrison aurait été étouffée sur ordre du ministre de l'Intérieur Raymond Marcellin pour ne pas faire de scandale médiatique et ne pas susciter de désordres comparables à ceux arrivés lors de la mort de Brian Jones ou de Jimi Hendrix; et également ne pas envenimer les relations avec les États-Unis et ne pas compromettre la famille de Breteuil si l'on apprenait que leur fils Jean avait partie liée avec la french connection de Marseille qui inondait le marché américain, cette affaire de stupéfiants faisant alors l'objet d'un important litige entre la France et les États-Unis. L'enquête officielle bâclée, sans autopsie, avait commencé vers 7 h du matin pour durer deux heures avant l'octroi du permis d'inhumer alors que, selon le scenario (l'overdose accidentelle au Rock 'n' Roll Circus), sa mort serait intervenue la veille vers 23 h. Jean de Breteuil aurait eu alors largement le temps d'intervenir entretemps pour sauvegarder ses intérêts via les nombreuses relations politiques de son père et éviter le scandale.[réf. nécessaire]. On peut néanmoins se demander pourquoi, alors que l'affaire aurait été étouffée, Jean de Breteuil aurait eu besoin de fuir au Maroc.

#### Théorie d'un Jim Morrison vivant
De nombreux fans pensent plutôt que Morrison aurait préparé un « départ définitif » depuis plusieurs mois, et lui-même orchestré un « faux décès » destiné à couvrir sa fuite. Il serait donc en fait toujours vivant. On n'hésite guère, dans cette version, à comparer Morrison à Arthur Rimbaud qui, cessant toute activité littéraire, partit vivre en Afrique à vingt-quatre ans. Cette idée, pourtant, semble relever davantage de la légende — voire du fantasme — que de la piste sérieuse.[réf. nécessaire].
De nombreux artistes font l'objet de rumeurs semblables, comme Elvis Presley, John Lennon, Jimi Hendrix ou encore Michael Jackson.

#### Postérité
Son décès prématuré dans des circonstances peu claires n'a pu qu'auréoler la figure fascinante de Jim Morrison et lui conférer une dimension légendaire. Il reste aujourd'hui une icône majeure de l'histoire du rock, dont on souligne volontiers les provocations, les excès et le destin tragique. Telle a été, en particulier, l'optique retenue par les premiers biographes de Morrison, Jerry Hopkins et Danny Sugerman, dans leur livre No One Here Gets Out Alive (Personne ne sortira d'ici vivant, publié en 1980), dont Oliver Stone s'est inspiré pour son film The Doors sorti en 1991, le rôle de Jim Morrison étant tenu par Val Kilmer. En parallèle, l'œuvre proprement poétique de Morrison commence, à son tour, à être reconnue.
À la fin des années 1970, les membres restants de The Doors se reforment brièvement pour composer des mélodies destinées à servir de fond musical aux poèmes enregistrés par Morrison le 8 décembre 1970. Il en résulte l'album An American Prayer, sorti en 1978, mais il faut attendre 1988 pour que le premier volume des poèmes inédits de Morrison soit publié sous le titre Wilderness, suivi, en 1990, d'un second volume intitulé The American Night.
Jim Morrison est entré dans le mythique Club des 27 regroupant les figures du rock'n'roll décédées à vingt-sept ans, comme Robert Johnson (1911-1938), Brian Jones (1942-1969), Alan Wilson (1943-1970), Janis Joplin (1943-1970), Jimi Hendrix (1942-1970), Pete Ham (1947-1975) du groupe Badfinger, Kurt Cobain (1967-1994) et Amy Winehouse (1983-2011).
En juillet 1986, pour célébrer l'anniversaire des 15 ans de sa disparition, un concert sauvage fut organisé par des musiciens parisiens avec à leur tête le bassiste Marco le Gaucher, le seul qui sera interpellé par la police à la fin du happening. On estime à 20 000 personnes présentes devant les grilles principales du Père-Lachaise pour une série de concerts sur une scène montée dans un temps record pour que les premiers groupes jouent dès la fin de l'après-midi et se succédèrent jusqu'à 22 h 30 à laquelle la préfecture ordonna la dispersion sans heurts et la soirée se finit au Gibus.
En février 2025, à l'approche du 60e anniversaire de la fondation des Doors, le Conseil de Paris adopte une délibération attribuant le nom de passerelle Jim-Morrison à un pont surplombant le port de l'Arsenal, entre les 4e et 12e arrondissements de la capitale.

## Ouvrages
En anglais
- Celebration of the Lizard, juillet 1968,  (morceau initialement prévu pour figurer sur l'album Waiting for the Sun, seules les paroles figureront sur la pochette du disque, devenant ainsi le premier texte publié par Morrison).
- Jim Morrison raps, revue Eye, numéro d'octobre 1968.
- The Lords. Notes On The Vision, à compte d'auteur, 100 exemplaires, Western Lithographers, 1969.
- The New Creatures, à compte d'auteur, 100 exemplaires, Western Lithographers, 1969.
- An American Prayer, revue Rolling Stone, numéro d'avril 1969.
- Ode To LA, while thinking of Brian Jones, Deceased, (poème imprimé sous forme de tract et distribué lors d'un concert de The Doors à Los Angeles, juillet 1969).
- An American Prayer, compte d'auteur, 500 exemplaires, Western Lithographers, 1970.
- The Lords and The New Creatures, Simon & Schuster, avril 1970.
- The Lost Writings of Jim Morrison - volume I - Wilderness, Vintage Books, 1988 (ce volume inclut également Far Arden et As I Look Back).
- The Lost Writings of Jim Morrison - volume II - The American Night, Vintage, 1990.

Éditions bilingues
- Écrits, traducteurs divers, Christian Bourgois, 1993, 1.182 p. Contient tout ce qui a été écrit par Jim Morrison, incluant les textes des chansons des Doors, ainsi que les pièces de l'album An American Prayer. La page de gauche est en anglais alors que celle de droite est la traduction française.
- Wilderness, trad. Patricia Devaux, C. Bourgois, 1991, dern. rééd. 2010.
- La Nuit américaine, trad. Patricia Devaux, C. Bourgois, 1992, dern. rééd. 2010.
- Arden lointain, trad. Sabine Prudent et Werner Reimann, C. Bourgois, 1988, rééd. 1992.
- Une prière américaine et autres écrits, trad. Hervé Muller, C. Bourgois, 1978, dern. rééd. 1997.
- Seigneurs et nouvelles créatures (Lords and the New Creatures), trad. Yves Buin et Richelle Dassin, C. Bourgois, 1976, dern. rééd. 2001.

## Filmographie
- HWY, an american pastoral, 1970. Durée : 50 minutes. Western métaphysique contemporain dont le personnage principal, interprété par Morrison, barbu, cheveux longs, portant une canadienne, un pantalon de cuir noir et des bottes, descend depuis un lac primordial les encaissements de collines désertiques (littéralement « préhistoriques »), rejoint une highway. Puis, après avoir longtemps fait du stop, réussi à trouver son conducteur, et enfin traversé une série d'épreuves et de rencontres, il arrive seul au volant à l'orée de Los Angeles, ville qui devient alors, pendant un travelling d'une vingtaine de minutes, le nouveau personnage principal dans lequel celui joué par Morrison s'est fondu. Il réapparaît vers la fin du film, la nuit, entre un motel et une boîte de jazz. Le film s'achève sur un panorama nocturne de Los Angeles où l'on devine un instant le reflet mouvant du pantalon de cuir, sur fond de sirènes hurlantes et de bruits de guerre.